# ODIK
Christelijke korfbalvereniging ODIK is een Nederlandse korfbalvereniging uit Barneveld.

## Geschiedenis
De club is opgericht op 20 februari 1959 en de naam ODIK staat voor Ons Doel is Korfballen. Momenteel telt de club ongeveer 300 leden.
Sinds 2019 speelt de selectie van ODIK voor het eerst in de clubgeschiedenis in de Hoofdklasse in de zaalcompetitie.

## Accommodaties
ODIK speelt zijn veldwedstrijden op Sportpark Oosterbos en de zaalwedstrijden worden gespeeld in de Veluwehal.